# Jerzy Krasowski (aktor)
Jerzy Maciej Krasowski (ur. 1 listopada 1925 w Warszawie, zm. 13 kwietnia 2008 tamże) – polski aktor, reżyser, kierownik artystyczny, dyrektor teatrów.

## Życiorys
Podczas II wojny światowej walczył w AK. W 1951 roku ukończył studia na Wydziale Aktorskim, a w 1955 na Wydziale Reżyserskim Państwowej Wyższej Szkoły Teatralnej w Warszawie. Debiutem była reżyseria „Wilkami w nocy” T. Rittnera w Teatrze Ziemi Opolskiej w 1954. Był członkiem PPR od 1946 do 1948 roku, ZMP w latach 1948–1957. Od 1948 roku należał do PZPR. Był członkiem Komitetu Wojewódzkiego PZPR we Wrocławiu i w Krakowie (w latach 1969–1979) i egzekutywy KW PZPR w latach 1975–1979.

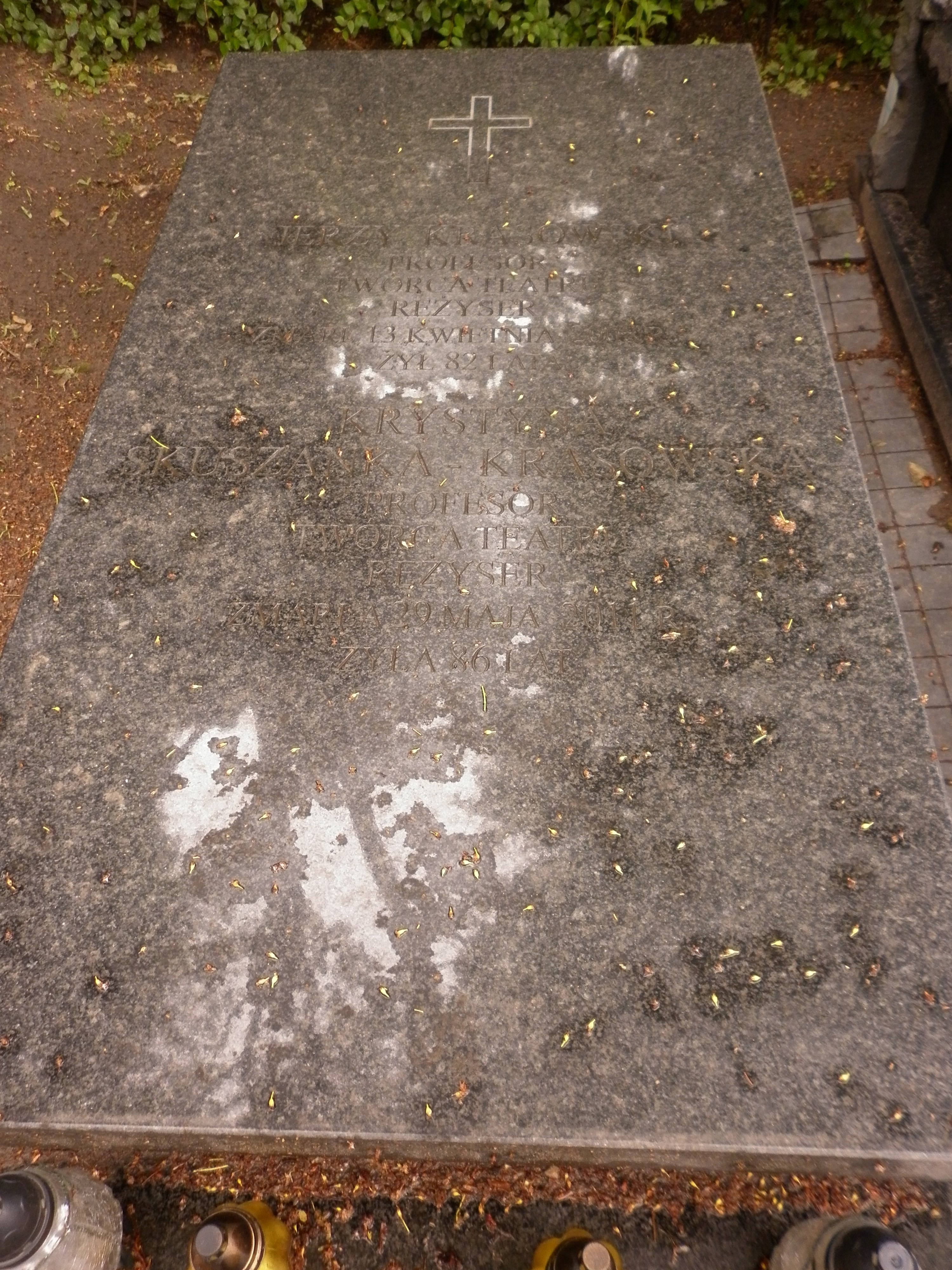
Grób Jerzego Krasowskiego na Powązkach

Dyrektor wielu teatrów. Początkowo w Opolu, później Teatru Ludowego w Nowej Hucie prowadzonym wraz z żoną Krystyną Skuszanką. Podczas kierownictwa Krasowskiego odbyło się w nim wiele premier, w tym między innymi:
- Myszy i ludzie (1956),
- Radość z odzyskanego śmietnika (1960),
- Burzliwe życie Lejzorka Rojtszwanca (1961),
- Kondukt (1962; 1969 premiera we Wrocławiu),
- Turandot (1956),
- Jacobowsky i Pułkownik,
- Imiona władzy.

Po zakończeniu współpracy z Teatrem Ludowym Krasowski przeniósł się do Teatru Polskiego w Warszawie, a następnie do Teatru Polskiego we Wrocławiu. W 1972 powrócił do Krakowa, gdzie rozpoczął pracę w Teatrze im. Juliusza Słowackiego będąc jego kierownikiem artystycznym. do 1981 roku. W latach 1983–1990 był dyrektorem naczelnym i artystycznym Teatru Narodowego w Warszawie. Związany był także z Teatrem Telewizji. W lipcu 1984 był członkiem Społecznego Komitetu Obchodów 40-lecia Polski Ludowej w Warszawie.
Na przełomie lat 1957 i 1958 oraz 1961 i 1962 wykładowca, a od 1972 do 1981 rektor Państwowej Wyższej Szkoły Teatralnej w Krakowie, od 1983 roku profesor PWST w Warszawie. W 1977 roku wydał zbiór felietonów oraz notatek reżyserskich Sprawa teatru.
Laureat nagrody im. Konrada Swinarskiego – przyznawanej przez redakcję miesięcznika „Teatr” – za sezon 1979/1980, za reżyserię spektaklu „Sto rąk, sto sztyletów” Jerzego Żurka w Teatrze im. Słowackiego w Krakowie. W latach PRL odznaczony m.in.: Krzyżem Oficerskim i Kawalerskim Orderu Odrodzenia Polski. W 1977 otrzymał Nagrodę Miasta Krakowa. W 1986 została mu nadana Odznaka tytułu honorowego „Zasłużony dla Kultury Narodowej”.
Zmarł 13 kwietnia 2008 w Warszawie. Pochowany został w Alei Zasłużonych na Cmentarzu Wojskowym na Powązkach w Warszawie (kwatera A30-tuje-5).